# Offertorium (Goubaïdoulina)
Offertorium (en russe : Жертвоприношение) est une œuvre pour violon et orchestre de Sofia Goubaïdoulina composée en 1980, puis révisée en 1982 et 1986.

## Histoire
Cette œuvre est composée en 1980. Elle est dédiée au violoniste Gidon Kremer. Offertorium est créé le 30 mai 1981 à Vienne par son dédicataire avec l'Orchestre symphonique de l'ORF dirigé par Leif Segerstam.
La dernière version révisée est donnée pour la première fois le 2 novembre 1986, à Londres, à nouveau avec Gidon Kremer, et l'Orchestre symphonique de la BBC dirigé par Guennadi Rojdestvenski.

## Analyse
Le concerto s'ouvre sur une citation du thème royal de l'Offrande musicale de Jean-Sébastien Bach,. Il est ensuite « dénaturé » ou « dématérialisé », jusqu'à ce qu'il n'en reste plus qu'une seule note. Le thème est ensuite récupéré une note après l'autre à la fin de la section centrale, à l'envers. 
Sa technique a été rapprochée de la musique d'Anton Webern,. 
La compositrice n'a pas donné de note de programme pour cette œuvre, mais a expliqué ensuite que son titre reflète une signification mystique, proche de la musique sacrée.

## Discographie
- Offertorium, par Oleg Kagan et l'Orchestre du ministère de la culture de l'URSS sous la direction de Guennadi Rojdestvenski (15 avril 1982, Live Classics) (OCLC 56635520).
- Offertorium, par Gidon Kremer et l'Orchestre symphonique de Boston sous la direction de Charles Dutoit (avril 1988, Deutsche Grammophon 471 625-2) (OCLC 725743449).
- Offertorium, par Michaela Paetsch, violon ; Orchestre symphonique de Berne, dir. Dmitri Kitaïenko (8-9 février 1990, BMG 1002) (OCLC 43164027)
- Offertorium, par Oleh Krysa et l'Orchestre philharmonique royal de Stockholm sous la direction de James DePreist (5-6 mars 1992, BIS CD-566) (OCLC 421986496).